# Šamil Abbjasov
Šamil Abbjasov ( * 16. dubna 1957) je bývalý sovětský a později kyrgyzský atlet, který se věnoval trojskoku a skoku do dálky.

## Sportovní kariéra
Svého největšího úspěchu dosáhl na halovém mistrovství Evropy v roce 1981. Zvítězil zde v trojskoku a vybojoval bronzovou medaili ve skoku do dálky.
Jeho manželkou je Taťána Kolpakovová, olympijská vítězka ve skoku dalekém z roku 1980.